# 譜序列
在同調代數中，譜序列是一種藉著逐步逼近以計算同調或上同調群的技術，由讓·勒雷在1946年首創。其應用見諸代數拓撲、群上同調與同倫理論。

## 動機
讓·勒雷當初為了研究代數拓撲學，而引入層的概念，從而面臨計算層上同調的問題。為此，勒雷發明了現稱勒雷譜序列的計算方法，它聯繫了一個層的上同調群與其正像的上同調群。
人們很快就發現：勒雷譜序列只是一個特例。譜序列還現身於纖維化等幾何問題；更抽象地說，對合成函子取導函子也會得到譜序列，稱為格羅滕迪克譜序列。雖然導範疇在理論層面提供了較簡鍊的框架，譜序列仍是最有效的計算工具。
由於譜序列包含大量的項，實際計算時往往會陷入帶（至少）三重指標的群或模的迷陣。在許多實際狀況中，譜序列最後會「塌陷」，此時譜序列可以給出明確的資訊。若譜序列不塌陷，則須靠一些竅門取得有用的資訊。

## 形式定義
以下固定一個阿貝爾範疇 {\displaystyle {\mathcal {A}}}，常見例子是一個環上的模範疇。譜序列是一個非負整數 {\displaystyle r_{0}} 及下述資料：
- 對所有整數 {\displaystyle r\geq r_{0}}，有範疇中的一個對象 {\displaystyle E_{r}}。
- 自同態 {\displaystyle d_{r}:E_{r}\to E_{r}}，滿足 {\displaystyle d_{r}^{2}=0}，稱為邊界映射或微分。
- 從 {\displaystyle E_{r+1}} 到 {\displaystyle H(E_{r},d_{r})} 的同構。

通常省去 {\displaystyle E_{r+1}} 與 {\displaystyle H(E_{r},d_{r})} 的同構，而寫成等式。
最基本的例子是鏈複形 {\displaystyle C_{\bullet }}，它帶有一個微分 {\displaystyle d}。取 {\displaystyle r_{0}=0}，並令 {\displaystyle E_{0}=C_{\bullet }}，於是必有 {\displaystyle E_{1}=H(C_{\bullet })}；這個新鏈複形上的微分只有一個自然的選擇，就是零映射。於是有 {\displaystyle E_{1}=E_{2}=\cdots }。綜之，我們得到一個鏈複形範疇上的譜序列：
- {\displaystyle E_{0}=C_{\bullet }}
- {\displaystyle E_{r}=H(C_{\bullet })\;(r\geq 1)}

由於只有 {\displaystyle r=0} 時微分映射才可能非零，此序列在第一步後就不含任何新資訊。
較常見的是雙分次模（或層）範疇上的譜序列，表作 {\displaystyle E_{r}^{p,q}}，此時的微分映射次數與 {\displaystyle r} 有關：對於上同調譜序列，{\displaystyle d_{r}:E_{r}\to E_{r}} 的次數是 {\displaystyle (r,-r+1)}。對於同調譜序列，通常將各項寫成 {\displaystyle E_{r}}，微分映射 {\displaystyle d^{r}:E_{r}\to E_{r}} 的次數是 {\displaystyle (-r,r-1)}。
譜序列之間的態射 {\displaystyle f:E\to E'} 定義為一族態射 {\displaystyle f_{r}:E_{r}\to E_{r}'}，使之與同構 {\displaystyle E_{r+1}\simeq H(E_{r},d_{r})} 交換。譜序列對此構成了一個阿貝爾範疇。

## 正合偶
交換代數中大部分的譜序列來自鏈複形，而已知構造譜序列最有力的方法是 William Massey 的正合偶。正合偶在代數拓撲學中很常見，此時對於許多譜序列，正合偶是唯一已知的構造法。事實上，正合偶可以用來構造所有已知的譜序列。
同樣固定一個阿貝爾範疇（通常取一個環上的雙分次模）{\displaystyle {\mathcal {A}}}，一個正合偶是：
- 一對對象 {\displaystyle A,C}
- 三個態射：
  - {\displaystyle f:A\to A}
  - {\displaystyle g:A\to C}
  - {\displaystyle h:C\to A}

使之滿足下述正合條件：
- Image f = Kernel g
- Image g = Kernel h
- Image h = Kernel f

將這組資料簡記為 {\displaystyle (A,C,f,g,h)}。正合偶通常以三角形表示。{\displaystyle C} 對應到譜序列的 {\displaystyle E_{0}} 項，而 {\displaystyle A} 是一些輔助資料。
為了得到譜序列的後續項，以下將構造導出偶。令：
- {\displaystyle d:=g\circ h}
- {\displaystyle A':=f(A)}
- {\displaystyle C':=\mathrm {Ker} (d)/\mathrm {Im} (d)}
- {\displaystyle f':=f|_{A'}}
- {\displaystyle h':C'\to A'} 由 {\displaystyle h} 導出。
- {\displaystyle g':A'\to C'} 定義如下：若 {\displaystyle {\mathcal {A}}} 為某個環上的模範疇，對任一 {\displaystyle a\in A'}，存在 {\displaystyle b\in A'} 使得 {\displaystyle a=f(b)}，定義 {\displaystyle g'(a)} 為 {\displaystyle g(b)} 在 {\displaystyle C'} 中的像。一般而言，可利用 Mitchell 嵌入定理構造態射 {\displaystyle g'}。

現在可以驗證 {\displaystyle (A',C',f',g',h')} 構成正合偶。{\displaystyle C'} 對應到譜序列的 {\displaystyle E_{1}} 項。續行此法，可以得到一族正合偶 {\displaystyle (A^{(n)},C^{(n)},f^{(n)},g^{(n)},h^{(n)})}。相應的譜序列定義為 {\displaystyle E_{n}:=C^{(n)}}，{\displaystyle d_{n}:=g^{(n)}\circ h^{(n)}}。

## 圖解

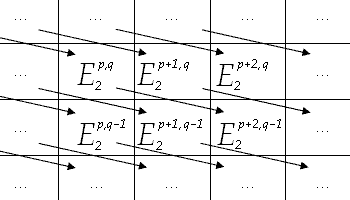
譜序列的 E_{2} 項

一個雙分次譜序列含有大量要追蹤的資訊，不過有個常見的圖解法有助於闡明其結構。以下取上同調譜序列為例。在此有三個指標 {\displaystyle r,p,q}。對每個 {\displaystyle r}，設想有一張方格紙，分別讓 {\displaystyle p,q} 對應於橫、縱軸。每一個格子點 {\displaystyle (p,q)} 對應到對象 {\displaystyle E_{r}^{p,q}}。微分 {\displaystyle d_{r}} 的次數為 {\displaystyle (r,-r+1)}，方向如圖所示。

## 收斂與退化
在第一個簡單的例子中，譜序列在 {\displaystyle r\geq 1} 後的微分映射皆為零，故不再改變。這時可定義該譜序列的極限為 {\displaystyle E_{\infty }:=E_{r}\;(r\geq 1)}。對於一般的譜序列，也往往存在一個極限，極限與各項的關係可說是譜序列的眾妙之門。
定義：若譜序列 {\displaystyle E_{r}^{p,q}} 對每個 {\displaystyle (p,q)} 都存在 {\displaystyle r(p,q)\in \mathbb {N} }，使得當 {\displaystyle r\geq r(p,q)} 時，{\displaystyle d_{r}^{p-r,q+r-1}:E_{r}^{p-r,q+r-1}\to E_{r}^{p,q}} 及 {\displaystyle d_{r}^{p,q}:E_{r}^{p,q}\to E_{r}^{p+r,q-r+1}} 皆為零，則稱 {\displaystyle E_{r}^{p,q}} 之極限項為 {\displaystyle E_{\infty }^{p,q}:=E_{r}^{p,q}}（取充分大的 {\displaystyle r}）。最常見的例子是集中在第一象限的譜序列，此時極限項恆存在。
其中的指標 {\displaystyle p} 指涉過濾結構。
若存在對象 {\displaystyle E^{\bullet }}、過濾結構 {\displaystyle \cdots \subset F^{p+1}E^{\bullet }\subset F^{p}E^{\bullet }\subset \cdots }，及一族同構 {\displaystyle \beta ^{p,q}:E_{\infty }^{p,q}\simeq \mathrm {gr} ^{p}E^{p+q}}，滿足 {\displaystyle \bigcap _{p}F^{p}E^{\bullet }=(0),\bigcup _{p}F^{p}E^{\bullet }=E^{\bullet }}（這種過濾稱為「正則過濾」），則稱 {\displaystyle E_{r}^{p,q}} 收斂到 {\displaystyle E^{\bullet }}，通常表為下述符號：
{\displaystyle E_{r}^{p,q}\Rightarrow _{p}E_{\infty }^{p,q}}
習慣上，人們也常將左式寫成 {\displaystyle E_{2}^{p,q}}，因為譜序列中最重要的頁往往是 {\displaystyle E_{2}^{p,q}}。
最簡單的收斂特例是退化：
定義：固定 {\displaystyle r\in \mathbb {N} }，若對每個 {\displaystyle s\geq r}，微分映射 {\displaystyle d_{s}} 都是零，則稱該譜序列在第 {\displaystyle r} 頁退化。
退化性保證了 {\displaystyle E_{r}\simeq E_{r+1}\simeq \cdots }，此時 {\displaystyle E_{r}} 即其極限。如果一個雙分次譜序列 {\displaystyle E_{r}^{p,q}} 的非零項集中於某一條水平或垂直線上，則必在 {\displaystyle r=2} 時退化。

## 例子

### 過濾結構導出的譜序列
最常見的譜序列之一來自帶有過濾結構的對象，通常是鏈複形或上鏈複形。這是一個對象 {\displaystyle C} 及微分映射 {\displaystyle d:C\to C} ，使之滿足 {\displaystyle d^{2}=0}，以及
{\displaystyle C=F^{0}C\supset F^{1}C\supset \cdots F^{n}C\supset F^{n+1}C=0}
{\displaystyle dF^{p}C\subset F^{p}C}
同調群上也有相應的過濾
{\displaystyle F^{p}H(C,d):=\mathrm {Im} (H(F^{p}C,d)\to H(C,d)}
對此，定義相應的分次對象
{\displaystyle \mathrm {gr} _{F}C:=\bigoplus _{p\geq 0}F^{p}C/F^{p+1}C}
{\displaystyle \mathrm {gr} _{F}H(C):=\bigoplus _{p\geq 0}F^{p}H(C)/F^{p+1}H(C))}
取微分映射為零，可視之為複形。
以下式定義譜序列：
{\displaystyle Z_{r}^{p}:={x\in F^{p}C:dx\in F^{p+r}C}}
{\displaystyle E_{r}^{p}:=Z_{r}^{p}/(dZ_{r-1}^{p-r+1}+Z_{r-1}^{p+1})=Z_{r}^{p}/(Z_{r}^{p}\cap (dF^{p-r+1}C+F^{p+1}C))}
此時有 {\displaystyle E_{0}^{p}=F^{p}C/F^{p+1}C,E_{1}^{p}=H(\mathrm {gr} ^{p}C)}，且譜序列收斂：
{\displaystyle E_{r}^{p}\Rightarrow E_{\infty }^{p}=\mathrm {gr} ^{p}H(C)}
通常也寫成 {\displaystyle E_{r}\Rightarrow H(C)}。
取 {\displaystyle {\mathcal {A}}} 為取值在某個阿貝爾範疇中的上鏈複形範疇。此時的對象 {\displaystyle C} 是個上鏈複形 {\displaystyle \cdots \to C^{q}\to C^{q+1}\to \cdots }，{\displaystyle d} 是上鏈複形的微分映射。上述譜序列帶有三個指標 {\displaystyle p,q,r}，並可進一步化成下述形式：
{\displaystyle E_{0}^{p,q}=F^{p}C^{p+q}/F^{p+1}C^{p+q}}
{\displaystyle E_{1}^{p,q}=H^{p+q}(\mathrm {gr} ^{p}C^{\bullet })}
{\displaystyle E_{\infty }^{p,q}=\mathrm {gr} ^{p}(H^{p+q}(C^{\bullet }))}

### 雙複形的譜序列
以下考慮取值在某個阿貝爾範疇中的雙複形，即一組對象 {\displaystyle C^{p,q}}，及兩組微分映射 {\displaystyle d':C^{p,q}\to C^{p+1,q}} 及 {\displaystyle d'':C^{p,q}\to C^{p,q+1}}，滿足
{\displaystyle d'^{2}=d''^{2}=0}
{\displaystyle d'd''+d''d'=0}
對一個雙複形，可定義其全複形 {\displaystyle (C,D)}（也記為 {\displaystyle T(C)} 或 {\displaystyle \mathrm {Tot} (C)}） 為
{\displaystyle C^{n}:=\bigoplus _{p+q=n}C^{p,q}}
{\displaystyle D:=d'+d''}
{\displaystyle C} 上有兩組過濾，分別是：
{\displaystyle ('F^{p}C)^{n}:=\bigoplus _{i+j=n,\,i\geq p}C^{i,j}}
{\displaystyle (''F^{q}C)^{n}:=\bigoplus _{i+j=n,\,j\geq q}C^{i,j}}
它們給出兩個譜序列 {\displaystyle 'E_{r}} 與 {\displaystyle ''E_{r}}。首先計算 {\displaystyle 'E_{0},'E_{1},'E_{2}} 項：
{\displaystyle 'E_{0}^{i,j}=C^{i,j}}
{\displaystyle 'E_{1}^{i,j}=H_{d''}^{j}(C^{i,\bullet })}
{\displaystyle 'E_{2}^{i,j}=H_{d'}^{i}(H_{d''}^{j}(C^{\bullet ,\bullet }))\qquad }（即：先取縱向上同調，再取橫向上同調）
同理可計算 {\displaystyle ''E_{0},''E_{1},''E_{2}}：
{\displaystyle ''E_{0}^{i,j}=C^{j,i}}
{\displaystyle ''E_{1}^{i,j}=H_{d'}^{j}(C^{\bullet ,i})}
{\displaystyle ''E_{2}^{i,j}=H_{d''}^{i}(H_{d'}^{j}(C^{\bullet ,\bullet }))\qquad }（即：先取橫向上同調，再取縱向上同調）。
這兩個譜序列通常是不同的，但隨著 {\displaystyle r} 增大，它們都收斂到 {\displaystyle H(C)}，由此可以得到一些有趣的比較定理。

## 例子

### Tor函子的交換性
利用譜序列，可以迅速導出Tor函子的交換性，即一自然同構：
{\displaystyle \mathrm {Tor} _{i}(M,N)=\mathrm {Tor} _{i}(N,M)}
取定平坦分解 {\displaystyle P_{\bullet }\to M\to 0} 及 {\displaystyle Q_{\bullet }\to N\to 0}。視之為集中於正項的複形，其微分映射分別記為 {\displaystyle d,e}。考慮雙複形 {\displaystyle C_{i,j}:=P_{i}\otimes Q_{j}}，其微分映射定義為 {\displaystyle d_{i,j}:=d_{i}\otimes \mathrm {id} +(-1)^{j}\mathrm {id} \otimes e_{j}}（以使微分映射滿足反交換性）。取其譜序列，遂得到：
{\displaystyle 'E_{p,q}^{2}=H_{p}^{I}(H_{q}^{II}(P_{\bullet }\otimes Q_{\bullet }))=H_{p}^{I}(P_{\bullet }\otimes H_{q}^{II}(Q_{\bullet }))}
{\displaystyle ''E_{p,q}^{2}=H_{q}^{II}(H_{p}^{I}(P_{\bullet }\otimes Q_{\bullet }))=H_{q}^{II}(Q_{\bullet }\otimes H_{p}^{I}(P_{\bullet }))}
由於複形 {\displaystyle P_{\bullet },Q_{\bullet }} 是平坦分解，其同調群只集中在零次項，此時其表示式為：
{\displaystyle H_{p}^{I}(P_{\bullet }\otimes N)={\mbox{Tor}}_{p}(M,N)}
{\displaystyle H_{q}^{II}(Q_{\bullet }\otimes M)={\mbox{Tor}}_{q}(N,M)}
故 {\displaystyle 'E_{p,q}^{2}} 只在 {\displaystyle p=0} 上有非零項，而 {\displaystyle ''E_{p,q}^{2}} 只在 {\displaystyle q=0} 上有非零項，這保證了譜序列在第二頁退化，由此導出同構：
{\displaystyle {\mbox{Tor}}_{p}(M,N)\cong E_{p,q}^{\infty }={\mbox{gr}}_{p}H^{p+q}(T(C_{\bullet ,\bullet }))}
{\displaystyle {\mbox{Tor}}_{q}(N,M)\cong E_{p,q}^{\infty }={\mbox{gr}}_{q}H^{p+q}(T(C_{\bullet ,\bullet }))}
當 {\displaystyle p=q} 時，上述等式的右項同構（雖然其分次結構不同），由此得到 Tor 的交換性。

### 示性數
運用譜序列時，通常會假設某些項為零，或假設譜序列在第一或第二頁退化。但有時儘管對各項及微分映射一無所知，仍可從譜序列中萃取資訊，最簡單的例子是示性數：固定一個阿貝爾範疇 {\displaystyle {\mathcal {A}}} 及一個交換群 {\displaystyle C}，所謂示性數是一個函數 {\displaystyle \chi :\mathrm {Ob} {\mathcal {A}}\to C}，滿足：
- {\displaystyle \forall 0\to Y\to X,\;\chi (X)=\chi (Y)+\chi (X/Y)}
- {\displaystyle X\simeq Y\Rightarrow \chi (X)=\chi (Y)}

例如：取 {\displaystyle {\mathcal {A}}} 為某個域 {\displaystyle k} 上的有限維向量空間範疇，則 {\displaystyle \chi :V\mapsto \dim _{k}V} 是一個示性數。
對任一 {\displaystyle {\mathcal {A}}} 上的有限複形 {\displaystyle K^{\bullet }}，定義
{\displaystyle \chi (K^{\bullet })=\sum _{i}(-1)^{i}\chi (K^{i})}
容易證明 {\displaystyle \chi (K^{\bullet })=\sum _{i}(-1)^{i}\chi (H^{i}(K^{\bullet }))}。考慮任一在 {\displaystyle {\mathcal {A}}} 上的收斂譜序列 {\displaystyle (E_{r}^{\bullet })}，由於譜序列的每一頁都是前一頁的同調，遂得到
{\displaystyle \chi (E_{r}^{\bullet })=\chi (E_{r+1}^{\bullet })=\cdots =\chi (E_{\infty }^{\bullet })}
然而
{\displaystyle \chi (E^{n})=\sum _{p}\chi (F^{p}E^{n}/F^{p+1}E^{n})=\sum _{p}\chi (E_{\infty }^{p,n-p})}
於是得到
{\displaystyle \forall r,\;\sum _{n}(-1)^{n}\chi (E^{n})=\chi (E_{r}^{\bullet })}

### 歷史文獻
- Leray, Jean. . C. R. Acad. Sci. Paris. 1946, 222: 1366––1368.
- Leray, Jean. . C. R. Acad. Sci. Paris. 1946, 222: 1419––1422.
- Koszul, Jean-Louis. . C. R. Acad. Sci. Paris. 1947, 225: 217––219.
- Massey, William S. . Ann. of Math. (2nd series). 1952, 56: 363––396.
- Massey, William S. . Ann. of Math. (2nd series). 1953, 57: 248––286.

### 當代文獻
- S.N. Malygin, , Hazewinkel, Michiel  (编), , Springer, 2001, ISBN 978-1-55608-010-4
- McCleary, John.  2nd Edition. Cambridge University Press. February 2001: 560 pp. doi:10.2277/0521567599. ISBN 978-0-521-56759-6.
- Mosher, Robert; Martin Tangora. . Harper and Row. 1968.
- Hatcher, Allen.  (PDF).   [2007-08-17]. （原始内容存档于2014-02-05）.
- Chow, Timothy Y.  (PDF). Notices of the American Mathematical Society. January 2006, 53: 15––19  [2007-08-17]. （原始内容存档 (PDF)于2006-10-06）.